# Hrádek (ort i Tjeckien, lat 49,62, long 18,74)
Hrádek är en ort i Tjeckien. Den ligger i den östra delen av landet, 300 km öster om huvudstaden Prag. Hrádek ligger 356 meter över havet och antalet invånare är 1 753.
Terrängen runt Hrádek är huvudsakligen kuperad, men åt nordväst är den platt. Hrádek ligger nere i en dal. Runt Hrádek är det tätbefolkat, med 369 invånare per kvadratkilometer. Närmaste större samhälle är Třinec, 8,3 km nordväst om Hrádek. Omgivningarna runt Hrádek är en mosaik av jordbruksmark och naturlig växtlighet.